# 莫尔斯巴克
莫尔斯巴克（法語：Morsbach，法語發音：[mɔʁsbak]；洛林法兰克语：Morschbach）是法国摩泽尔省的一个市镇，属于福尔巴克-布莱摩泽尔区。

## 地理
莫尔斯巴克（49°10'1"N, 6°52'15"E）面积5.09 平方千米，位于法国大東部大區摩泽尔省，该省份为法国东北部内陆省份，是洛林的一部分，西南接默尔特-摩泽尔省，东临下莱茵省，北与卢森堡和德国接壤。
与莫尔斯巴克接壤的市镇（或旧市镇、城区）包括：科什伦、福尔克兰、福尔巴克、厄坦、罗斯布吕克。

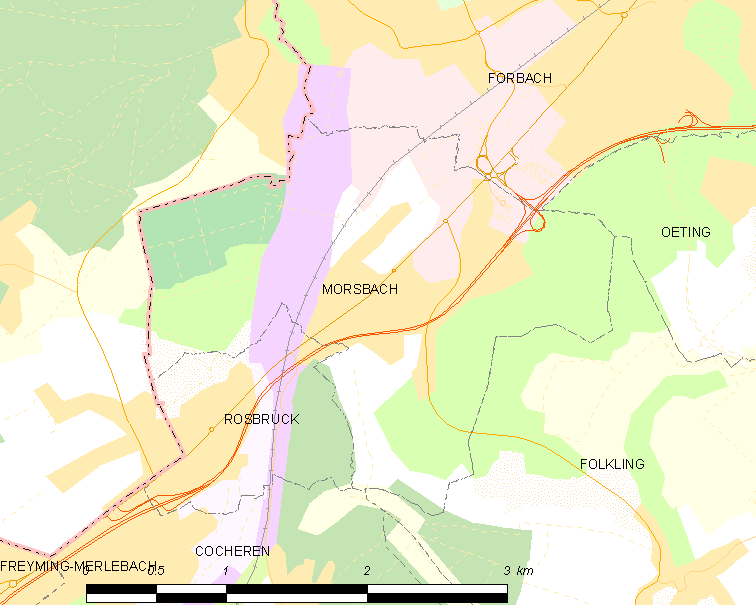
莫尔斯巴克的OSM定位图

莫尔斯巴克的时区为UTC+01:00、UTC+02:00（夏令时）。

## 行政
莫尔斯巴克的邮政编码为57600，INSEE市镇编码为57484。

## 政治
莫尔斯巴克所属的省级选区为福尔巴克县。

## 人口

1962-2008年间莫尔斯巴克人口变化图示

莫尔斯巴克于2022年1月1日时的人口数量为2657人。